# 仲夏夜玫瑰
《仲夏夜玫瑰》（英語：Eve's Bayou）是一部1997年美國南方歌德劇情片，由凱西·蘭蒙絲自編自導（導演處女作），主演陣容包括山繆·傑克森、琳恩·惠特菲尔德、黛比·摩根、邦迪·寇提斯-侯、布藍佛·馬沙利斯、麗莎·妮可·卡森、梅根·古德、朱妮·絲莫利特和黛安·卡罗尔。劇情講述90年代的一個富裕家庭的背後，充滿秘密、謊言和神秘力量，而統治這一切的卻是女人。
電影在1997年多倫多國際影展上首映，1997年11月7日在美國院線上映。該片預算約300萬至400萬美元，國內票房收入超過1400萬美元，成為1997年商業上最成功的獨立電影。
2018年，《仲夏夜玫瑰》憑「具備文化、歷史或美學意義」而被美國國會圖書館選入美國國家電影登記處保存。116分鐘的導演剪輯版於2022年10月25日成為标准收藏發行的一份子。

## 演員
- 朱妮·絲莫利特飾演伊娃·巴蒂斯特
- 黛比·摩根飾演莫澤爾·巴蒂斯特·德拉克洛瓦
- 山繆·傑克森飾演路易斯·巴蒂斯特
- 琳恩·惠特菲尔德飾演羅茲·巴蒂斯特
- 麗莎·妮可·卡森飾演馬蒂·梅羅
- 梅根·古德飾演西塞利·巴蒂斯特
- 黛安·卡罗尔飾演艾兒佐拉
- 邦迪·寇提斯-侯飾演朱利安·格雷拉文
- 布藍佛·馬沙利斯飾演哈利

## 外部連結
- 互联网电影数据库（IMDb）上《仲夏夜玫瑰》的资料（英文）
- TCM电影资料库上《仲夏夜玫瑰》的资料（英文）
- AllMovie上《仲夏夜玫瑰》的资料（英文）
- Box Office Mojo上《仲夏夜玫瑰》的資料（英文）
- 爛番茄上《仲夏夜玫瑰》的資料（英文）